# Ravine Séche (Dominica)
Die Ravine Séche (dt.: „trockener Bach“) ist ein Bach im Norden von Dominica im Parish Saint Andrew. Er entspringt unterhalb der Ostflanke des Morne aux Diables auf ca. 350 m über dem Meer in Embas de l'Eau und fließt nach Osten. Er nimmt noch mehrere kleinere Bäche auf (von La Vie douce Estate) und passiert Vieille Case im Süden. Nach steilem Abstieg mündet er südlich von Vieille Case in den Atlantik. In unmittelbarer Nähe mündet ein weiterer namenloser Bach.
Der Fluss ist nur ca. 2,4 km lang, er markiert den Rand des Paix Bouche. Nördlich schließt sich das Einzugsgebiet des Balthazar an und im Süden entspringen die Quellflüsse von Grand Riviére und Thibaud River.
Der Name lässt vermuten, dass die Ravine Séche nicht ganzjährig Wasser führt.